# 아주르친화성 과립
아주르친화성 과립(azurophilic granule)은 로마노프스키 염색으로 쉽게 염색할 수 있는 세포 안의 과립이다. 백혈구나 과다 염색질(hyperchromatin)에서 염색 시 버건디나 메를로 색으로 착색된다. 특히 호중구의 아주르친화성 과립은 식작용을 위한 공포와 융합하는 다양한 항미생물 방어 물질이 있는 아주르필(azurophil)을 함유하는 것으로 알려져 있다. 아주르친화성 물질에는 골수세포형과산화효소, 인지질분해효소 A2, 산성 가수분해효소, 엘라스테이스, 디펜신, 중성 세린단백질분해효소, 살균/투과성 증가 단백질, 리소자임, 카텝신 G, 단백질가수분해효소 3, 프로테오글리칸이 있을 수 있다. 
아주르친화성 과립은 '일차 과립'(primary granule)으로도 알려져 있다.
또한 'azurophils'라는 용어는 파충류에서만 나타나는 고유한 유형의 세포를 의미할 수 있다. 이 세포는 크기가 가늘거나 거친 과립형이며 때때로 공포를 포함한다. 크기는 풍부한 세포질을 가진 소위 'heterophils'(사람 이외의 동물이 가지는 호중구)와 유사하다. 과립은 세포질, 특히 바깥쪽 영역에 자줏빛 색조로 보일 수 있다. 때때로 공포의 세포질에서 아주르필이 관찰된다.

## 같이 보기
- 과립 (세포생물학)
- 리소좀
- 호중구